# Stelian Stancu
Stelian Stancu (Tecuci, 22 settembre 1981) è un ex calciatore rumeno, di ruolo centrocampista.